# بوزویوک، دوزداگ
بوزویوک (به ترکی استانبولی: Düzdağ) یک منطقهٔ مسکونی در ترکیه است که در بوزویوک واقع شده‌است. بوزویوک ۱۰۱ نفر جمعیت دارد.